# Hawkhurst
Hawkhurst je vesnice a farnost ve správním obvodě Tunbridge Wells v hrabství Kent v Anglii. V 17. století zde vlastnil železárny William Penn, zakladatel amerického státu Pensylvánie.

## Původ názvu
Místní jméno Hawkhurst je odvozeno ze staroanglického heafoc hyrst ve významu zalesněný kopec (hyrst) navštěvovaný jestřáby (heafoc). Z roku 1254 pochází název zaznamenaný jako Hauekehurst, z roku 1278 jako Haukhurst. Do roku 1610 došlo ke změně na Hawkherst a tento tvar byl pak upraven do současného zápisu.